# Samuel Barber
Samuel Osborne Barber II (9. marts 1910 – 23. januar 1981) var en amerikansk komponist af orkestermusik, kormusik samt operaer og stykker for klaver. Hans Adagio for Strings er hans mest kendte komposition og et mesterværk i klassisk musik.

## Biografi

### De tidlige år
Barber blev født i West Chester i Pennsylvania som søn af Samuel LeRoy Barber og Marguerite McLeod, født Beatty. Som meget ung blev Barber dybt interesseret i musik, og det var åbenbart, at han havde talent og kunnen.
Han skrev sin første musical i en alder af syv og forsøgte sig med opera som 10-årig. Han blev organist, da han fyldte 12. Da han var 14, blev han optaget på Curtis Institute, hvor han studerede klaver, komposition og sang.
Barber var barn af en veluddannet irsk-amerikansk familie. Hans far var læge og hans mor pianist. Hans tante Louise Homer var den førende kontraalt ved Metropolitan Opera og hans onkel Sidney Homer komponerede sange. Louise Homer skal have stimuleret Barbers interesse for sang.
I sine sene teenageår begyndte han at komponere seriøst og blev ven med Gian Carlo Menotti på Curtis Institute.
Barber var Mary Louise Curtis Boks konservatoriets leders yndlingselev; som 18-årig vandt han Joseph H. Bearns Prize fra Columbia University for en violinsonate, der nu er gået tabt.

### Midaldrende
I 20'erne skrev han en række kompositioner, der gav ham en del opmærksomhed inden for den klassiske musik. Mange af dem blev bestilt eller førsteopført af berømte kunstnere som Vladimir Horowitz, Eleanor Steber, Raya Garbousova, John Browning, Leontyne Price, Pierre Bernac, Francis Poulenc og Dietrich Fischer-Dieskau. I 1938 blev hans Adagio for Strings og First Essay for Orchestra opført af NBC Symphony Orchestra med Arturo Toscanini på podiet. Toscanini havde sjældent dirigeret anden musik af amerikanske komponister end Howard Hansons anden symfoni i 1933). Efter indstuderingen af det første stykke bemærkede Toscanini: "Semplice e bella" ("Enkelt og smukt").
Barber tjente i luftvåbenet under Anden Verdenskrig, hvor han fik en bestilling på sin anden symfoni. Han skrev den i 1943 og gav den titlen Symphony Dedicated to the Air Forces. Den blev førsteopført af Serge Koussevitsky og Boston Symphony Orchestra i 1944. Han reviderede den i 1947, men destruerede den i 1964; symfonien er rekonstrueret.
Barber vandt Pullitzerprisen to gange: I 1958 for sin første opera, Vanessa og i 1963 for sin klaverkoncert.

### De senere år
Barber tilbragte mange år i isolation og fik konstateret en klinisk depression efter den hårde kritik af hans tredje opera, Antony and Cleopatra, som han mente indeholdt noget af den bedste musik, han havde komponeret. Operaen var skrevet til indvielsen af den nye Metropolitan Opera og fik premiere den 16. september 1966. Efter depressionen fortsatte Barber med at skrive musik, til han var næsten 70. Barbers sene musik er rost og kaldt refleksiv og kontemplativ og uden den bitterhed og sørgmodighed, der præger andre komponisters sene værker. Hans Third Essay for Orchestra (1978) var hans sidste større værk, og anmelderne genfandt hans kraft og fantasi fra de tidlige værker.
Barber døde af kræft i 1981 i New York, 70 år gammel. Han blev begravet i sin hjemby, West Chester i Pennsylvania.

## Anerkendelse og priser
Barber var præsident for UNESCO's internationale musikråd, hvor han arbejdede med internationale musikspørgsmål. Han var også en af de første komponister, der besøgte Rusland, dengang var en sovjetrepublik). Barber havde stor betydning for den kampagne mod ASCAP, den amerikanske forening af komponister, forfattere og udgivere, som nogle komponister førte for at øge de royalties, de får for deres kompositioner.
Barber modtog en række anerkendelser og priser herunder Rome Prize (en amerikansk udgave af Prix de Rome), Pulitzerpriser samt en nominering til American Academy of Arts and Letters.

## Musik

### Orkestermusik
Barber studerede og spillede gerne Johann Sebastian Bachs musik, lige som han var beundrer af Johannes Brahms, fra hvem han lærte at forbinde dybe følelsesudtryk med moduler af høj musikalsk intensitet (cellosonaten, 1932). I 1933 komponerede Barber
tonedigtet "Music for a Scene from Shelley" efter at have læst Shelleys digt "Prometheus Unbound". Det fik premiere i Carnegie Hall, og det var første gang, at komponisten fik lejlighed til at høre et af sine orkesterværker offentligt. Barbers kompositionsstil er rost for dens musikalske logik, struktur, melodi og direkte følelsesmæssige appel, som det er tydeligt i "Overture to The School for Scandal" (1931) og "Music for a Scene from Shelley" (1933). Barbers musik er blevet opført af dirigenter som Eugene Ormandy, Dimitri Mitropoulos, Bruno Walter, Charles Münch, George Szell, Artur Rodziński, Leopold Stokowski og Thomas Schippers.
Hans senere kompositioner udviste træk som polytonalitet (Anden symfoni, 1944), atonalitet (Medea, 1946, Prayers of Kierkegaard, 1954), tolvtoneteknik (Nocturne, 1959 og klaversonaten, 1949) og endda jazz (Excursions, 1944, A Hand of Bridge, 1959). Barbers stil er ikke nyskabende, men indeholder en blanding af de musikalske strømme, der var oppe i tiden.

### Klaver
Barber studerede klaver hos Curtis og har han skrevet mange stykker for dette instrument. Hans "Excursions" for fire klaverer er fra 1942-44 og indeholder bl.a. amerikanske elementer som boogie-woogie og blues samt variationer over en cowboysang. I 1949 kom hans klaversonate, der blev godt modtaget; Barbers "Nocturne for Piano (Hommage to John Field)" er et andet fint klaverstykke.

### Opera
Det blev Barbers partner, Menotti, der skrev librettoen til operaen Vanessa. Barber sang og spillede partituret for Metropolitan Operas direktør Rudolf Bing, som antog værket og gav det premiere i januar 1958. Hovedrollen var skrevet for Sena Jurinac, men hun aflyste seks uger før premieren, hvorefter Eleanor Steber fik rollen. Vanessa fik Pullitzerprisen i 1958 og blev den første amerikanske "grand opéra". Menotti skrev også librettoen til Barbers kammeropera, A Hand of Bridge.
Antony and Cleopatra skulle have haft premiere på Metropolitan Opera på Lincoln Center i 1966. Scenografien var af Franco Zeffirelli. Forestillingen var imidlertid plaget af tekniske problemer, der overskyggede Barbers musik, som blev kritiseret som svag og uoriginal. Kritikkens afvisning af den musik, som Barber anså for sin bedste, sendte ham ned i en dyb depression. En revideret version af Antony og Cleopatra, som Menotti har bidraget til, har vist, at kritikken tog fejl, og værket har fået succes.

### Vokal musik
Barbers studerede sang hos Emilio de Gogorza. Hans glæde ved poesi og hans nærgående kendskab til og begejstring for den menneskelige stemme var inspiration for hans vokale kompositioner. Barbers mest kendte stykker i den genre, Knoxville: Summer of 1915 (til tekst af James Agee) og Dover Beach (til tekst af Matthew Arnold), fik både succes og god kritik og etablerede Barber som en af det 20. århundredes store komponister indenfor vokalmusik.
Som en markering af Barbers store indflydelse på amerikansk musik fik han den 19. oktober 1974 tildelt Glee Club Award of Merit fra University of Pennsylvania. Den var indstiftet i 1964 som anerkendelse af væsentlige bidrag til musikken.
I september 1992 indspillede sopranen Cheryl Studer, barytonen Thomas Hampson , pianisten John Browning og Emerson Strygerkvartet Barbers samlede sange (bortset fra Knoxville: Summer of 1915) for Deutsche Grammophon. Indspilningen foregik i Brahms-Saal i Musikverein i Wien og er en pladeklassiker i amerikansk sangkunst.

## Vigtige kompositioner
Dover Beach (for baryton og strygerkvartet) (Op. 3, 1931)

The School for Scandal (ouverture) (Op. 5, 1931)

Cellosonate (Op. 6, 1932)

Music for a Scene from Shelley (Op. 7, 1933)

Symfoni i en sats (nr. 1) (Op. 9, 1936)

Symfoni nr. 2 (1943)

Essay for Orchestra (Op. 12, 1937)

Adagio for Strings (Op. 11, 1938)

Violinkoncert (Op. 14, 1939)

Second Essay for Orchestra (Op. 17, 1942)

Excursions (Op. 20, 1942-44)

Cellokoncert (Op. 22, 1945)

Medea (ballet) (Op. 23, 1946)

Knoxville: Summer of 1915 (for sopran og orkester) (Op. 24, 1948)

Klaversonate (Op. 26, 1949)

Hermit Songs (Op. 29, 1953)

Prayers of Kierkegaard (for sopran, kor og orkester) (Op. 30, 1954)

Summer Music for Wind Quintet (Op. 31, 1956)

Vanessa (opera) (Op. 32, 1957)

A Hand of Bridge (kammeropera) (Op. 35, 1959)

Toccata Festiva (for orgel og orkester) (Op. 36, 1960)

Klaverkoncert (Op. 38, 1962)

## Barber i populærkulturen
Adagio for Strings blev brugt i åbningen til Platoon, en film om Vietnamkrigen fra 1986 instrueret af Oliver Stone. Stykket er også blevet remixet af DJ Tiesto, mens en korversion er blevet brugt som tema i strategispillet Homeworld.